# Munir Mohand Mohamedi
Munir Mohand Mohamedi El Kajoui (Melilla, 10 mei 1989) is een Spaans-Marokkaans profvoetballer die als doelman speelt. Hij verruilde Al-Wahda in 2024 voor RS Berkane. Munir debuteerde in 2015 in het Marokkaans voetbalelftal.

## Clubcarrière
Munir maakte in 2010 zijn debuut voor UD Melilla. Na 4 jaar en 74 wedstrijden vertrok hij naar CD Numancia. Hier speelde hij ook weer 4 seizoenen en vertrok in 2018 transfervrij naar CD Málaga, uitkomend in de Segunda Division.

## Clubstatistieken
| Seizoen | Club        | Land   | Competitie         | Wed. | Doelp. |
| ------- | ----------- | ------ | ------------------ | ---- | ------ |
| 2012/13 | UD Melilla  | Spanje | Segunda Division B | 2    | 0      |
| 2013/14 | UD Melilla  | Spanje | Segunda Division B | 6    | 0      |
| 2014/15 | CD Numancia | Spanje | Segunda Division   | 24   | 0      |
| 2015/16 | CD Numancia | Spanje | Segunda Division   | 35   | 0      |
| 2016/17 | CD Numancia | Spanje | Segunda Division   | 13   | 0      |
| 2017/18 | CD Numancia | Spanje | Segunda Division   | 1    | 0      |
| 2018/19 | CD Málaga   | Spanje | Segunda Division   | 25   | 0      |
| 2019/20 | CD Málaga   | Spanje | Segunda Division   | 26   | 0      |

## Erelijst
| Competitie            |            |            |            |            |
| Competitie            | Aantal     | Jaren      |            |            |
| RS Berkane            | RS Berkane | RS Berkane | RS Berkane | RS Berkane |
| --------------------- | ---------- | ---------- | ---------- | ---------- |
| Botola Pro            | 1x         | 2024/25    |            |            |
| CAF Confederation Cup | 1x         | 2024/25    |            |            |
| Marokko (OS)          |            |            |            |            |
| Olympische Spelen     | 1x         | 2024       |            |            |

## Interlandcarrière
Nadat Mohamedi door de Marokkaanse bondscoach Badou Zaki werd uitgenodigd voor een oefenwedstrijd van het Marokkaans voetbalelftal in maart 2015, besloot hij voor de Marokkaanse voetbalnationaliteit te kiezen. Op 28 maart 2015 debuteerde hij in een vriendschappelijke wedstrijd tegen het Uruguayaans voetbalelftal (0–1).
Munir was eerste keeper voor Marokko op de Afrika Cup 2017. Ook was hij keeper op het WK 2018. Hierop keepte hij alle drie de wedstrijden.
In aanloop naar de Afrika Cup 2019 verloor hij zijn basisplaats aan collega-keeper Yassine Bounou en kwam dus niet in actie op het toernooi.